# Rébecca Dautremer

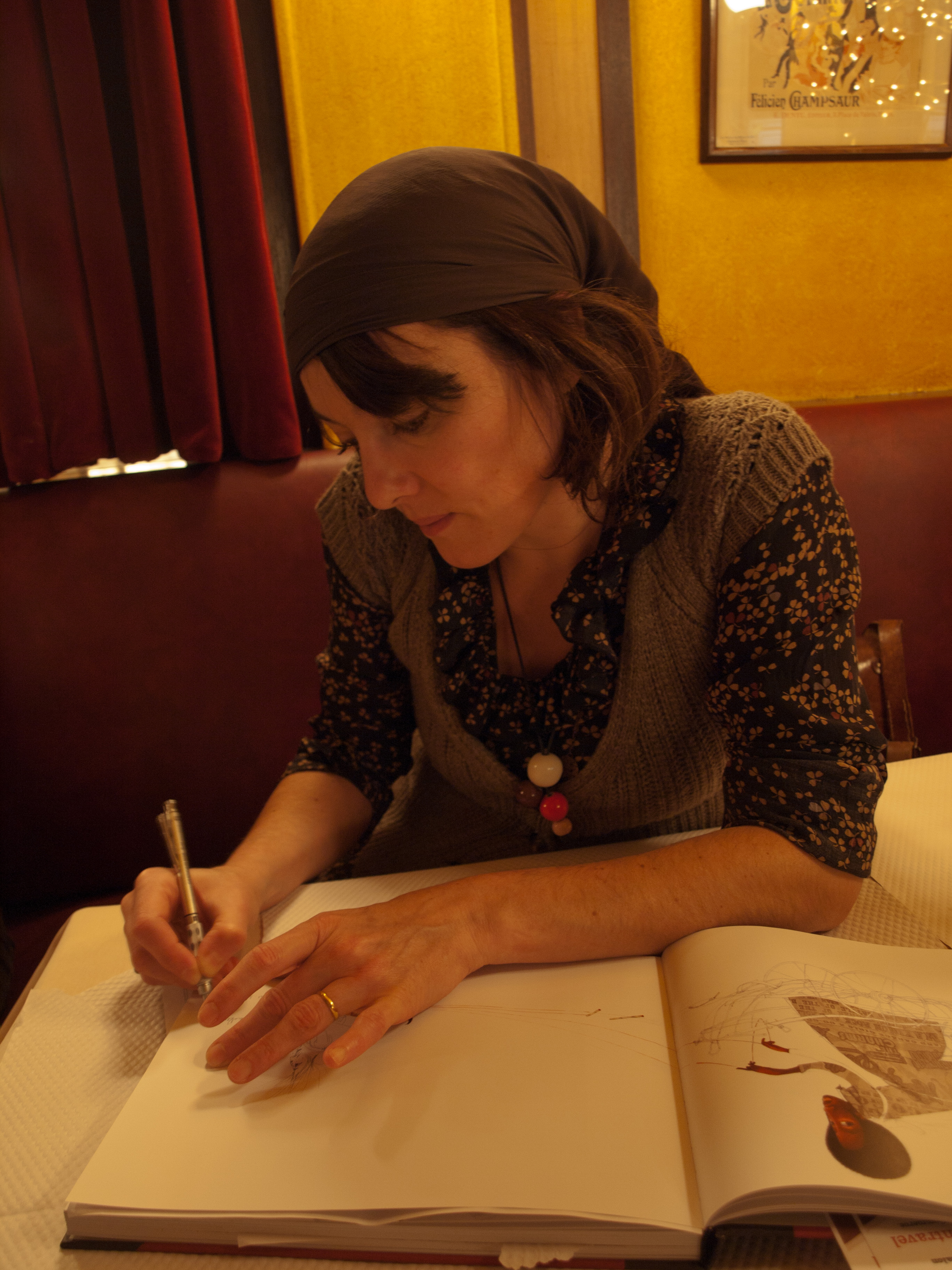
Rébecca Dautremer (2012)

Rébecca Dautremer (* 20. August 1971 im Département Hautes-Alpes) ist eine französische Illustratorin und Schriftstellerin. Ihre Bücher wurden in 21 Sprachen übersetzt und haben eine Gesamtauflage von knapp zwei Millionen Exemplaren. Le Figaro bezeichnete sie als   „eine der größten Kinderbuchillustratorinnen des 21. Jahrhunderts“ und Le Monde als „eine der größten Illustratorinnen der Gegenwart“. Für ihr nicht ins Deutsche übersetztes Bilderbuch L’Amoureux wurde sie mit dem Prix Sorcières (2004) und für Das Stundenbuch des Jacominus Gainsborough mit dem Deutsch-Französischen Jugendliteraturpreis (2019) ausgezeichnet.

## Leben und Werk
Rebecca Dautremer studierte an der École nationale supérieure des arts décoratifs Grafikdesign. Bei dem Zeichentrickfilm Leon und die magischen Worte (2009) wirkte sie als künstlerische Leiterin und Verantwortliche für das Bühnenbild mit. Mit Prinzessinnen (2008), Die Bibel (2018), Das Stundenbuch des Jacominus Gainsborough (2019) und Punkt 12 (2020) sind vier Bücher ihres umfangreichen Werkes auch in deutscher Übersetzung erschienen.

## Bibliographie
- L'Enfant espion d'Alphonse Daudet, 1995
- La Chèvre aux loups de Maurice Genevoix, 1996
- Au clair de la terre, 1997
- Tant espéré, tant attendu de Diane Cadieux, 2000
- Le ciel n'en fait qu'à sa tête, 2000
- Les Fables de La Fontaine, 2001
- Les Deux Mamans de Petirou de Jean-Vital de Monléon, 2001
- Le Géant aux oiseaux de Ghislaine Biondi 2001
- Une lettre pour Lily la licorne de Christian Pochon, 2002
- Le Livre qui vole de Pierre Laury, 2003
- Je suis petite, mais… mon arbre est grand ! de Christine Beigel, 2003
- L’Amoureux, 2003
- Babayaga de Taï-Marc Le Thanh, 2003
- Princesses oubliées ou inconnues… de Philippe Lechermeier, Gautier-Languereau, 2004. Dt. Prinzessinnen 2008
- Lili la libellule de Florence Jenner Metz, Bilboquet, Coll. Comptines, fables et poésie, 2004
- Sentimento de Carl Norac, 2005
- Nasreddine, textes Odile Weulersse, Père Castor Flammarion, 2005
- Cyrano de Taï-Marc Le Thanh, 2005
- Le Grand Courant d’air de Taï-Marc Le Thanh, 2006
- La tortue géante des Galapagos, tragédie en cinq actes pour une coccinelle, un moustique et 8 animaux de ferme, 2007
- Nasreddine et Nasreddine et son âne d'Odile Weulersse, Père Castor, 2007
- Séraphin Mouton, série d'albums de Taï-Marc Le Thanh, 2007
  - Tome 1 : Gros cochon : Ou un joli bouquet de papiers gras
  - Tome 2 : Le berger. Ou à quoi pensent les petits moutons avant de s'endormir...
  - Tome 3 : Qui ? Ou un petit vent de folie
  - Tome 4 : La petite sœur carnivore: Ou la maladie du mouton fou
  - Tome 5 : Le jour des gonflés: Ou un gros vent de folie
- Le Loup de la 135, 2008
- Elvis, Taï-Marc Le Thanh, 2008
- Art Book, monographie/carnet de route annoté par Rébecca Dautremer, 2009
- Swing Café, de Carl Norac, 2009
- Kérity – La Maison Des Contes (Le grand album du film), de Anik Leray (auteur), et Dominique Monféry (réalisation), Haut Et Court, 2009
- Journal secret du Petit Poucet, de Philippe Lechermeier, 2009
- Alice au Pays des Merveilles, de Lewis Carroll, 2010
- Soie, d'Alessandro Baricco, 2012
- Une bible, de Philippe Lechermeier, 2014. Dt. Die Bibel, 2018
- Les Riches Heures de Jacominus Gainsborough, 2018. Dt. Das Stundenbuch des Jacominus Gaisbourgh, 2019[6]
- Une toute petite seconde, 2021. Dt. Eine winzig kleine Sekunde, 2022.[7]

## Auszeichnungen und Nominierungen
- L´Amoureux
  - 2004: Prix Sorcières
- Das Stundenbuch des Jacominus Gainsborough
  - 2019: Bilderbuch des Monats November (Deutsche Akademie für Kinder- und Jugendliteratur)
  - 2019: Deutsch-Französischer Jugendliteraturpreis
  - 2019: Grand prix de l’illustration (Musée de l’illustration de Moulins)
  - 2020: Empfehlungsliste des Katholischen Kinder- und Jugendbuchpreises
- Punkt 12
  - 2020: ICMA – International Creative Media Award